# Robert Spencer, 2.º Conde de Sunderland
Robert Spencer, 2.º Conde de Sunderland (Paris, 1640 - 28 de setembro de 1702) foi um estadista e nobre inglês.
Nascido em Paris, França, filho único de Henry Spencer, 1.º Conde de Sunderland, e de sua esposa, Lady Dorothy Sidney. Aos três anos Spencer herdou as dignidades de pariato de seu pai, tornando-se o Barão Spencer de Wormleighton e o Conde de Sunderland. Robert Spencer juntou-se à Armada britânica como um capitão do regimento de cavalos do Príncipe Rupert.

## Casamento
No dia 10 de junho de 1665, desposou Anne Digby (falecida em 1715), filha de Lord Bristol. Tiveram cinco filhos:
- Henry Spencer (1666–setembro de 1688)
- Robert Spencer (1667–1686)
- Anne Spencer (1669–1690), casou-se com James Douglas, 4.º Duque de Hamilton
- Elizabeth Spencer (m. 1704), casou-se com Donough MacCarty, 4.º Conde de Clanricarde
- Charles Spencer, 3.º Conde de Sunderland (1674–1722)

Outros dois filhos morreram muito cedo.

## Cargos
Depois do casamento, Robert tornou-se embaixador de Madri (1671-1672), de Paris (1672-1673) e da República das Sete Províncias Unidas dos Países Baixos (1673). De 1673 a 1679, serviu como o "cavaleiro do quarto de dormir" do rei, sendo investido mais tarde Conselheiro Privado e apontado Secretário de Estado do Departamento do Norte. No mesmo ano, 1679, tornou-se Embaixador Extraordinário de Paris.
Lorde Sunderland também serviu como Lorde-tenete de Staffordshire, durante a minoridade de Lorde Shrewsbury até 1681. Naquele ano, ele foi demitido por Carlos II, devido à sua oposição à sucessão do Duque de York. Entretanto, reconquistou a confiança do rei, através de sua amante, a Duquesa de Portsmouth. Entre 1682 e 1688, serviu como Secretário de Estado do Departamento do Sul, Lorde-tenente de Warwickshire e Lorde-presidente do Conselho. Em 1687, ele assinou a concessão do rei de liberdade religiosa para o trato de Brenttown (Brenton) em Virgínia, para encorajar o estabelecimento de protestantes franceses. No mesmo ano, Robert abraçou abertamente a fé da Igreja Católica Apostólica Romana, com a finalidade de satisfazer o rei. Conseqüentemente, ele foi feito Cavaleiro da Ordem da Jarreteira. Contudo, ficou claro que ele estava crescendo inconfortável sob o reinado do recentemente entronado Duque de York (Jaime II) e foi sumariamente demitido em outubro de 1688, com o recado: "Você tem o seu perdão; muito boa corça tu és. Eu espero que você seja mais fiel a seu mestre seguinte do que você foi a mim".
Sunderland partiu para Utrecht, nos Países Baixos, e escreveu a Sir John Churchill, um proeminente estadista inglês, pedindo-o para "facilitar as coisas para um homem em sua condição". No início, o rei Guilherme III excetuou Lord Sunderland do ato de indenidade de 1690, mas por volta de 1691 Spencer permitido retornar ao país. Ele adquiriu um lugar na Câmara dos Lordes. O rei Gulherme lhe fez uma visita em sua residência, em Althorp, Northamptonshire, para discutir casos públicos. Lord Sunderland lhe aconselhou escolher todos os seus ministros de um único sistema político e promoveu a reconciliação do rei com sua cunhada, a futura Rainha Ana. Influente conselheiro, Robert conseguiu que o rei aceitasse apenas Whigs em seu governo.
Lord Sunderland tornou-se Camareiro-mor em abril de 1697 e foi um Senhor Juíz de Apelação por um curto período. Retirou-se da vida pública em dezembro daquele ano. Sunderland morreu em 1702 em Althorp, onde levava a vida isoladamente.